# Suiza en los Juegos Olímpicos de Grenoble 1968
Suiza estuvo representada en los Juegos Olímpicos de Grenoble 1968 por un total de 34 deportistas que compitieron en 7 deportes.  
El portador de la bandera en la ceremonia de apertura fue el esquiador de combinada nórdica Alois Kälin.

## Medallistas
El equipo olímpico suizo obtuvo las siguientes medallas:
| Nombre                                             | Deporte           | Competición       |
| -------------------------------------------------- | ----------------- | ----------------- |
| Oro                                                |                   |                   |
| —                                                  |                   |                   |
| Plata                                              |                   |                   |
| Alois Kälin                                        | Combinada nórdica | Individual M      |
| Willy Favre                                        | Esquí alpino      | Eslalon gigante M |
| Bronce                                             |                   |                   |
| Jean Wicki Hans Candrian Willi Hofmann Walter Graf | Bobsleigh         | Cuádruple M       |
| Jean-Daniel Dätwyler                               | Esquí alpino      | Descenso M        |
| Fernande Bochatay                                  | Esquí alpino      | Eslalon gigante F |
| Josef Haas                                         | Esquí de fondo    | 50 km M           |